# Die Mechanische Methode
Die Mechanische Methode (griechisch: Περὶ μηχανικῶν θεωρημάτων πρὸς Ἐρατοσθένη ἔφοδος), auch Die Methode genannt, ist eines der wichtigsten erhaltenen Werke des griechischen Universalgelehrten Archimedes. Die Methode hat die Form eines Briefes von Archimedes an Eratosthenes, den Leiter der Bibliothek von Alexandria, und enthält die erste belegte ausdrückliche Verwendung von Indivisibilien, der geometrischen Version von Infinitesimalen. 1906 wurde das Werk, das ursprünglich als verloren galt, im berühmten Archimedes-Palimpsest wiederentdeckt. Das Palimpsest enthält Archimedes’ Darstellung der „Mechanischen Methode“, die so genannt wird, weil sie sich auf den geometrischen Schwerpunkt von Figuren und das Hebelgesetz stützt, die von Archimedes in Über das Gleichgewicht ebener Flächen nachgewiesen wurden. Danach hat Archimedes sein vermutlich letztes Werk Über schwimmende Körper verfasst.:24–63
Archimedes ließ die Methode der Indivisibilien nicht als Teil der strengen Mathematik zu und veröffentlichte seine Methode daher nicht in den formalen Abhandlungen, die die Ergebnisse enthalten. In diesen Abhandlungen beweist er dieselben Theoreme durch die Exhaustionsmethode, indem er strenge obere und untere Schranken findet, die zur gewünschten Antwort konvergieren. Jedoch entdeckte er in der Mechanischen Methode die Beziehungen, die er später für strenge Beweise verwendete.

## Quadratur der Parabel
Siehe auch: Quadratur der Parabel (für die Anwendung der Exhaustionsmethode)
Die Idee von Archimedes besteht darin, das Hebelgesetz zu nutzen, um die Flächen von geometrischen Figuren aus dem bekannten Schwerpunkt anderer Figuren zu bestimmen.:8 Das einfachste Beispiel in moderner Sprache ist die Fläche einer Parabel. Ein moderner Ansatz wäre, diese Fläche durch Berechnung von
{\displaystyle \int _{0}^{1}x^{2}\,dx={\frac {1}{3}}}
als Ergebnis der Integralrechnung zu bestimmen. Stattdessen vergleicht die Archimedische Methode die Parabel (d. h. die zu integrierende Funktion) mechanisch mit einem bestimmten Dreieck, das aus demselben Material besteht und gewogen wird. Die Parabel ist der Bereich in der {\displaystyle (x,y)} Ebene zwischen der {\displaystyle x}-Achse und der Kurve {\displaystyle y=x^{2}}, wobei {\displaystyle x} zwischen 0 und 1 variiert. Das Dreieck ist der Bereich in derselben Ebene zwischen der {\displaystyle x}-Achse und der Linie {\displaystyle y=x}, wobei {\displaystyle x} ebenso zwischen 0 und 1 variiert. Man teilt die Parabel und das Dreieck in vertikale Schnitte für den jeweiligen Wert von {\displaystyle x}. Man stelle sich dabei vor, dass die {\displaystyle x}-Achse ein Hebel ist mit dem Drehpunkt bei {\displaystyle x=0}. Das Hebelgesetz besagt, dass zwei Objekte, die sich auf gegenüberliegenden Seiten des Drehpunkts befinden, im Gleichgewicht sind, wenn beide das gleiche Drehmoment aufweisen. Hierbei ist das Drehmoment eines Objekts gleich seinem Gewicht mal seinem Abstand zum Drehpunkt. Für jeden Wert von {\displaystyle x} hat der Schnitt durch das Dreieck an der Stelle {\displaystyle x} eine Masse proportional zu seiner Höhe {\displaystyle x} und befindet sich im Abstand {\displaystyle x} vom Drehpunkt, so dass es genau diesen Schnitt der Parabel (mit der Höhe {\displaystyle x^{2}}) ausbalanciert, wenn die gesamte Parabel an der Stelle {\displaystyle x=-1} (rechts in der Animation) auf der anderen Seite des Drehpunkts aufgehängt wird.
Auf diese Art befinden sich alle Schnitte für das Dreieck zwischen {\displaystyle x=0} and {\displaystyle x=1} im Gleichgewicht. Allerdings ist offensichtlich das Dreieck schwerer als das Parabelsegment. Den Schwerpunkt des Dreiecks findet man nach Archimedes durch den Schnittpunkt der Winkelhalbierenden von einem der Eckpunkte des Dreiecks zur gegenüberliegenden Kante. Der Grund dafür ist, dass, wenn das Dreieck in infinitesimale Schnitte unterteilt wird, die parallel zu {\displaystyle E} verlaufen, jedes Segment auf gegenüberliegenden Seiten des Medians die gleiche Länge hat, so dass das Gleichgewicht durch Symmetrie entsteht. Dieses Argument kann leicht durch Exhaustion nachgewiesen werden, indem kleine Rechtecke anstelle von infinitesimal schmalen Linien verwendet werden, was Archimedes in Über das Gleichgewicht ebener Flächen näher ausführte.

Gleichgewichtsverhältnis zwischen Dreieck (links) und Parabelsegment (rechts)

Der Schwerpunkt des Dreiecks liegt auf dem Schnittpunkt der Linien {\displaystyle y=x/2} sowie der Linie {\displaystyle y=1-x} und somit über dem Punkt {\displaystyle x=2/3}. Die Gesamtwirkung des (linken) Dreiecks auf den Hebel ist so, als ob die gesamte Masse des Dreiecks auf diesen Punkt drückt (oder daran hängt). Das vom Dreieck ausgeübte Gesamtdrehmoment ist seine Fläche {\displaystyle 1/2} mal dem Abstand {\displaystyle 2/3} seines Massenschwerpunkts vom Drehpunkt bei {\displaystyle x=0}. Dieses Drehmoment von {\displaystyle 1/3} gleicht die Parabel aus, die sich in einem Abstand {\displaystyle 1} vom Drehpunkt befindet. Die Fläche der Parabel muss also {\displaystyle 1/3} betragen, um das entgegengesetzte Drehmoment zu erzeugen, genau entsprechend dem Ergebnis der Integralrechnung.
Die geometrische Methode kann auch verwendet werden, um die Fläche eines beliebigen Abschnitts einer Parabel zu bestimmen. Ähnliche Verfahren können angewandt werden, um das Integral einer beliebigen Potenz von {\displaystyle x} zu bestimmen, obwohl höhere Potenzen ohne Algebra kompliziert werden. Archimedes ging nur bis zum Integral von {\displaystyle x^{3}}, das er zur Bestimmung des Massenschwerpunkts einer Halbkugel und in anderen Arbeiten zur Bestimmung des Massenschwerpunkts einer Parabel verwendete.

## Erster Satz im Palimpsest
Man betrachte die Parabel in der rechts dargestellten Zeichnung und wähle zwei Punkte auf der Parabel, genannt {\displaystyle A} und {\displaystyle B}.
Der Linienabschnitt {\displaystyle {\overline {AC}}} sei parallel zur Symmetrieachse der Parabel. Weiter nehme man an, dass der Linienabschnitt {\displaystyle {\overline {BC}}} eine Tangente der Parabel am Punkt {\displaystyle B} sei.
Der erste Satz besagt:
Die Fläche des Dreiecks {\displaystyle ABC} ist genau dreimal so groß wie die Fläche, die von der Parabel und der Sekante {\displaystyle {\overline {AB}}} begrenzt wird.:15–18
Beweis: {\displaystyle D} sei der Mittelpunkt von {\displaystyle {\overline {AC}}}. Konstruiere ein Liniensegment {\displaystyle {\overline {JB}}} durch {\displaystyle D}, wobei der Abstand von {\displaystyle J} zu {\displaystyle D} gleich dem Abstand von {\displaystyle B} zu {\displaystyle D} ist. Wir stellen uns die Strecke {\displaystyle {\overline {JB}}} als einen „Hebel“ mit {\displaystyle D} als Drehpunkt vor. Wie Archimedes zuvor gezeigt hatte, liegt der Schwerpunkt des Dreiecks im Punkt {\displaystyle I} auf dem „Hebel“, wobei {\displaystyle {\overline {DI}}:{\overline {DB}}=1:3}. Es genügt also zu zeigen, dass sich der Hebel im Gleichgewicht befindet, wenn das gesamte Gewicht des Dreiecks auf {\displaystyle I} und das gesamte Gewicht des Parabelabschnitts auf {\displaystyle J} ruht.
Man betrachte einen unendlich schmalen Streifen des Dreiecks, der durch den Schnitt {\displaystyle HE} gegeben ist, wobei der Punkt {\displaystyle H} auf {\displaystyle {\overline {BC}}} und der Punkt {\displaystyle E} auf {\displaystyle {\overline {AB}}} liegt und {\displaystyle {\overline {HE}}} parallel zur Symmetrieachse der Parabel verläuft. Nennen wir den Schnittpunkt von {\displaystyle {\overline {HE}}} mit der Parabel {\displaystyle F} und den Schnittpunkt von {\displaystyle {\overline {HE}}} mit dem Hebel {\displaystyle G}. Wenn die Gewichte aller dieser Segmente {\displaystyle HE} in den Punkten {\displaystyle G} ruhen, in denen sie den Hebel schneiden, dann üben sie dasselbe Drehmoment auf den Hebel aus wie das gesamte Gewicht des Dreiecks, das in {\displaystyle I} ruht. Wir wollen also zeigen, dass der Hebel im Gleichgewicht ist, wenn das Gewicht des Querschnitts {\displaystyle HE} in {\displaystyle G} ruht und das Gewicht des Querschnitts {\displaystyle EF} des Parabelabschnitts in {\displaystyle J} ruht. Mit anderen Worten: Es genügt zu zeigen, dass {\displaystyle {\overline {EF}}:{\overline {GD}}={\overline {EH}}:{\overline {JD}}} ist. Aber das ist eine normale Folgerung aus der Gleichung der Parabel.

## Volumen der Kugel

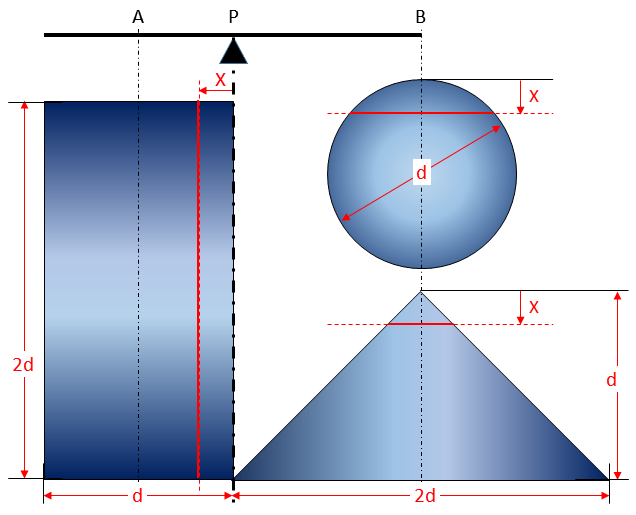
Archimedes’ Verfahren zur Bestimmung des Kugelvolumens

Archimedes hat das Volumen der Kugel mit Hilfe der Mechanischen Methode bewiesen.:117–121 Dazu stelle man sich einen Waagebalken mit dem Drehpunkt {\displaystyle P} vor, auf dessen linker Seite ein Zylinder mit einem Durchmesser von {\displaystyle 2d} und einer Höhe {\displaystyle d} aufgehängt ist, wobei der Schwerpunkt am Punkt {\displaystyle A} angreift. Auf der rechten Seite sind im Punkt {\displaystyle B} eine Kugel mit Durchmesser {\displaystyle d} und ein Kreiskegel mit einem Durchmesser von {\displaystyle 2d} und einer Höhe von {\displaystyle d} aufgehängt. Archimedes schneidet Kugel und Kreiskegel horizontal in einer Höhe von {\displaystyle x} und berechnet das Drehmoment der linken Seite zu:
{\displaystyle d\cdot \pi \cdot [x\cdot (d-x)+x^{2}]=d\cdot \pi \cdot x\cdot d}
Dieses Drehmoment ist genau gleich dem vertikalen Schnitt bei {\displaystyle x} durch den Zylinder auf der linken Seite. Dies gilt für alle möglichen Schnitte mit {\displaystyle x} im Wertebereich zwischen {\displaystyle 0} und {\displaystyle d}. Dies bedeutet, dass sich die linke und die rechte Seite des Waagebalkens insgesamt im Gleichgewicht befinden.
Der Abstand des Zylinderschwerpunkts vom Drehpunkt {\displaystyle P} des Waagebalkens beträgt {\displaystyle d/2}. Daraus folgt, dass das Volumen des Zylinders genau doppelt so groß ist wie die Summe der Volumina von Kreiskegel und Kugel. Bereits Eudoxos von Knidos hatte bewiesen, dass das Volumen eines Kreiskegels ein Drittel eines gleich hohen Zylinders beträgt. Damit ergeben sich folgende Verhältnisse:
3 Kegel = 2 Kegel + 2 Kugeln oder 2 Kugeln = 1 Kegel
Dies ist identisch mit dem Ergebnis von Archimedes’ vorherigen Wiegeexperimenten, bei der für Zylinder, Halbkugel und Kreiskegel mit gleicher Grundfläche und Höhe ein Gewichtsverhältnis von {\displaystyle 3:2:1} ermittelte. Verallgemeinert ergibt sich das Volumen der Kugel mit Durchmesser {\displaystyle d} bzw. Radius {\displaystyle r=d/2} zu
{\displaystyle V={\frac {4}{3}}\pi r^{3}={\frac {1}{6}}\pi d^{3}}.

Verfahren von Luca Valerio mit Zylinder (links) und Kreiskegel (rechts)

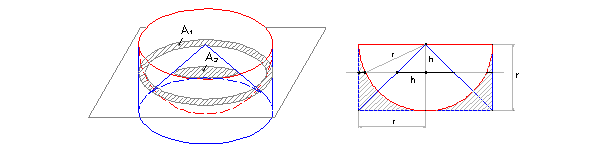
Erklärende Darstellung von Luca Valerio

Luca Valerio, ein von Galilei sehr geschätzter Mathematiker des 16. Jahrhunderts, modifizierte dieses Verfahren wie folgt: In einen Zylinder mit einer Grundfläche von Radius {\displaystyle r} und Höhe {\displaystyle r} zeichne man eine Halbkugel und einen Kreiskegel ein, wie in der Abbildung dargestellt. Man betrachtet den Kegel und die „Schale“ des Körpers, die man erhält, wenn man die Halbkugel vom Zylinder subtrahiert. Schneidet man diese beiden Figuren mit einer zur Grundfläche parallelen Ebene, so erhält man zwei konzentrische Schnitte: eine ringförmige Krone {\displaystyle A_{1}} und einen Kreis {\displaystyle A_{2}} mit dem Radius {\displaystyle h}. Man kann leicht feststellen, dass die Flächen dieser beiden Schnitte gleich groß sind:
{\displaystyle A_{1}=\pi \cdot r^{2}-\pi (r^{2}-h^{2})=\pi \cdot h^{2}=A_{2}}
Wie schon bei Archimedes gilt dieses Ergebnis der Gleichheit gilt für alle möglichen Schnittebenen, die parallel zu den Grundflächen der Figuren verlaufen. 

## Oberfläche einer Kugel
Mit einem ähnlichen geometrischen Verfahren schließt Archimedes auf die Oberfläche der Kugel:
Durch diesen Lehrsatz, dass [das Volumen] eine[r] Kugel viermal so groß ist wie der Kegel, dessen Grundfläche der größte Kreis, die Höhe aber gleich dem Radius der Kugel, ist mir der Gedanke gekommen, dass die Oberfläche einer Kugel viermal so groß ist wie ihr größter Kreis, indem ich von der Vorstellung ausging, dass, wie ein Kreis einem Dreieck gleich ist, dessen Grundlinie der Kreisumfang und dessen Höhe der Kreisradius ist, ebenso die Kugel einem Kegel gleich ist, dessen Grundfläche die Oberfläche der Kugel, und dessen Höhe der Kugelradius ist.
Archimedes liefert einen strengen Beweis dazu in Über Kugel und Zylinder. Es ergibt sich die Oberfläche der Kugel {\displaystyle A_{O}} wie folgt:
{\displaystyle A_{O}=4\pi r^{2}=\pi d^{2}\ }

## Gekrümmte Formen mit rationalem Volumen
Bemerkenswert an der Mechanischen Methode ist, dass Archimedes zwei Formen findet, die durch Schnitte von Zylindern definiert sind, deren Volumenberechnung jedoch nicht die Kreiszahl {\displaystyle \pi } benötigt, obwohl die Formen gekrümmte Außenflächen haben. Dies ist ein zentraler Punkt der Untersuchung – bestimmte gekrümmte Formen können mit Lineal und Zirkel begradigt werden, so dass es nicht-triviale rationale Verhältnisse zwischen den Volumina gibt, die durch die Schnittpunkte geometrischer Körper definiert sind.
Archimedes betont dies zu Beginn seiner Abhandlung und fordert den Leser auf, die Ergebnisse mit anderen Methoden zu überprüfen. Im Gegensatz zu anderen Beispielen wird das Volumen dieser Formen in keinem seiner anderen Werke mit strenger Beweisführung berechnet. Aus den Fragmenten im Palimpsest geht hervor, dass Archimedes Formen eingeschrieben und umschrieben hat, um strenge Grenzen für das Volumen zu beweisen, obwohl die Details nicht erhalten sind.
Die beiden Formen, die er in Betracht zieht, sind der Schnitt zweier rechtwinkliger Zylinder (Steinmetz-Körper)
{\displaystyle x^{2}+y^{2}<1,\quad y^{2}+z^{2}<1,}
sowie ein schräg abgeschnittener Zylinder (circular prism)
{\displaystyle x^{2}+y^{2}<1,\quad 0<z<y.}
Beide Probleme haben eine Zerlegung, die ein einfaches Integral für die mechanische Methode ergibt. Für das kreisförmige Prisma wird die x-Achse in Schnitte zerlegt. Der Bereich in der y-z-Ebene bei einem beliebigen x ist das Innere eines rechtwinkligen Dreiecks der Seitenlänge {\displaystyle {\sqrt {1-x^{2}}}} mit der Fläche {\displaystyle {1 \over 2}(1-x^{2})}, so dass sich das gesamte Volumen wie folgt ergibt:
{\displaystyle \displaystyle \int _{-1}^{1}{1 \over 2}(1-x^{2})\,dx}
Dies lässt sich mit der mechanischen Methode leicht lösen. Wenn man zu jedem dreieckigen Abschnitt einen Abschnitt einer dreieckigen Pyramide mit der Fläche {\displaystyle x^{2}/2} hinzufügt, ergibt sich ein Prisma mit konstantem Querschnitt.
Für den Schnittpunkt von zwei Zylindern ging die Schnittrichtung im Manuskript verloren, aber sie kann auf offensichtliche Weise entsprechend zum Rest des Dokuments rekonstruiert werden: Wenn die x-z-Ebene die Schnittrichtung ist, ergeben die Gleichungen für den Zylinder, dass {\displaystyle x^{2}<1-y^{2}} wobei {\displaystyle z^{2}<1-y^{2}}, was einen Bereich definiert, der ein Quadrat in der x-z-Ebene der Seitenlänge {\displaystyle 2{\sqrt {1-y^{2}}}} ist, so dass das Gesamtvolumen wie folgt ist:
{\displaystyle \displaystyle \int _{-1}^{1}4(1-y^{2})\,dy.}
Dies ist das gleiche Integral wie im vorherigen Beispiel. Jan Hogendijk argumentiert, dass Archimedes neben dem Volumen des Zylinders auch dessen Oberfläche kannte, die ebenfalls rational ist.

## Andere Sätze im Palimpsest
Eine Reihe von Sätzen der Geometrie werden im Palimpsest durch ähnliche Argumente bewiesen. Ein Satz besagt, dass der Massenmittelpunkt einer Halbkugel auf 5/8 des Weges vom Pol zum Mittelpunkt der Kugel liegt. Dieses Problem ist bemerkenswert, weil es sich um die Auswertung eines kubischen Integrals handelt.

## Ausgaben
- The "method" of Archimedes recently discovered by Heiberg. A supplement to the "Works of Archimedes", 1897. Commentary, Introduction, and Translation by Thomas L. Heath. Cambridge University Press, Cambridge 1912 (Digitalisat).